# فرناندو، دوک ویزئو
فرناندو، دوک ویزئو (انگلیسی: Ferdinand, Duke of Viseu؛ ۱۷ نوامبر ۱۴۳۳ – ۱۸ سپتامبر ۱۴۷۰ (aged 36)) افسر (ارتش) اهل پادشاهی پرتغال و سومین پسر ادوارد، پادشاه پرتغال و همسرش النور آراگون بود. فردیناند در ۱۷ نوامبر ۱۴۳۳ در آلمیریم به دنیا آمد و در ۱۸ سپتامبر ۱۴۷۰ در ستوبال درگذشت.
او دو بار به عنوان شاهزاده پرتغال سوگند خورد (لقبی که به وارث احتمالی تاج و تخت اعطا می شد): ابتدا بین سالهای ۱۴۳۸ و ۱۴۵۱، وقتی که برادر بزرگترش آفونسو پنجم پادشاه پرتغال شد و فرزندی نداشت. و برای بار دوم، در سال ۱۴۵۱، زمانی که شاهزاده ژوائو متولد شد، اما ماه ها بعد درگذشت.
هنگامی که اولین دختر آفونسو پنجم، پرنسس جوآن، متولد شد (۱۴۵۲)، ا فردیناند سرانجام این عنوان را از دست داد.
در سال ۱۴۵۲، فردیناند به دنبال ماجراجویی از کشور فرار کرد. برخی می گویند او می خواست به شهرهای شمال آفریقا که تحت کنترل پرتغالی ها بود برود. دیگران می گویند که او می خواست به عمویش، پادشاه ناپل آلفونسو اول، در لشکرکشی های خود در جنوب ایتالیا بپیوندد. به نظر می رسد فردیناند امیدوار بود که پادشاهی عمویش را به ارث ببرد، زیرا او هیچ فرزند قانونی نداشت.
ا این حال، برادرش، آفونسو پنجم، پادشاه پرتغال، به محض اطلاع از فرار فردیناند، به کنت اودمیرا که با ناوگان در حال گشت زنی در تنگه جبل الطارق بود، دستور داد تا کشتی او را رهگیری کند و او را به سرزمین اصلی پرتغال بازگرداند. 
در سال ۱۴۵۳، برادرش، آفونسو پنجم، پادشاه پرتغال، عنوان اولین دوک بجا را به او اعطا کرد.
هنگامی که عموی او، شاهزاده هنری دریانورد درگذشت، در سال ۱۴۶۰، او نیز دومین دوک ویزو شد. او همچنین جانشین عمویش به عنوان استاد نظم مسیحی و مسئول اکتشافات (۱۴۶۰-۱۴۷۰) شد.
سرانجام به او اجازه داده شد تا در شمال آفریقا بجنگد: ابتدا در سال ۱۴۵۸ شاه را در فتح شهر مراکشی آلکاسر سگوئر همراهی کرد. و برای بار دوم، در سال ۱۴۶۸، ناوگان پرتغالی را رهبری کرد تا بندر آنفا (آنفا به زبان پرتغالی) را که امروزه در کازابلانکا قرار دارد، فتح کرده و ویران کند.